# Knižní závisláci
Knižní závisláci je projekt knihkupectví Knihy Dobrovský zaměřený na sdílení zájmu o knihy a literaturu.  

## Historie

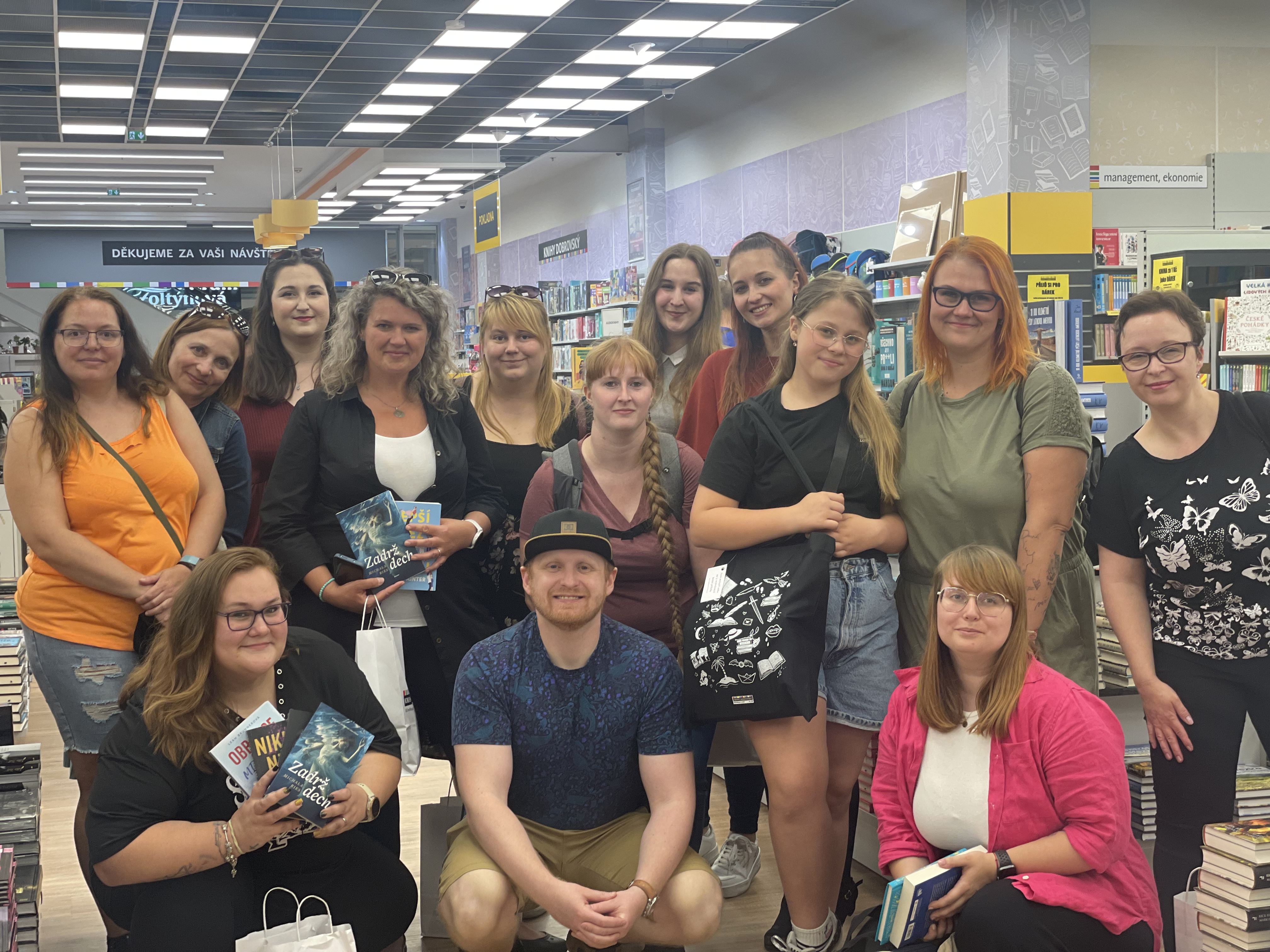
Setkání knižních závisláků v Olomouci

Projekt Knižní závisláci byl založen Adamem Pýchou, ředitelem marketingu a e-commerce ve společnosti Knihy Dobrovský, v roce 2018 a je od počátku propojen s knihkupectvím Knihy Dobrovský. Facebooková skupina byla vytvořena s cílem posílit vztahy mezi zákazníky knihkupectví a vydavateli, a zároveň nabídnout prostor, kde si čtenáři mohou vyměňovat názory na knihy, doporučení a zážitky spojené se čtením. 
Od svého založení skupina rostla a její aktivity zahrnují online diskuse, setkání čtenářů a spolupráce na kulturních akcích, jako jsou literární festivaly nebo autorská čtení. V roce 2024 překonala 80 000 členů.

## Ocenění
V roce 2020 projekt Knižní závisláci zvítězil v Českých cenách za PR - Lemur a to v kategorii firemní komunikace. V roce 2022 se projekt Závislácký velvyslanec umístil na druhém místě v kategorii Digital & social media.

## Aktivity a zaměření

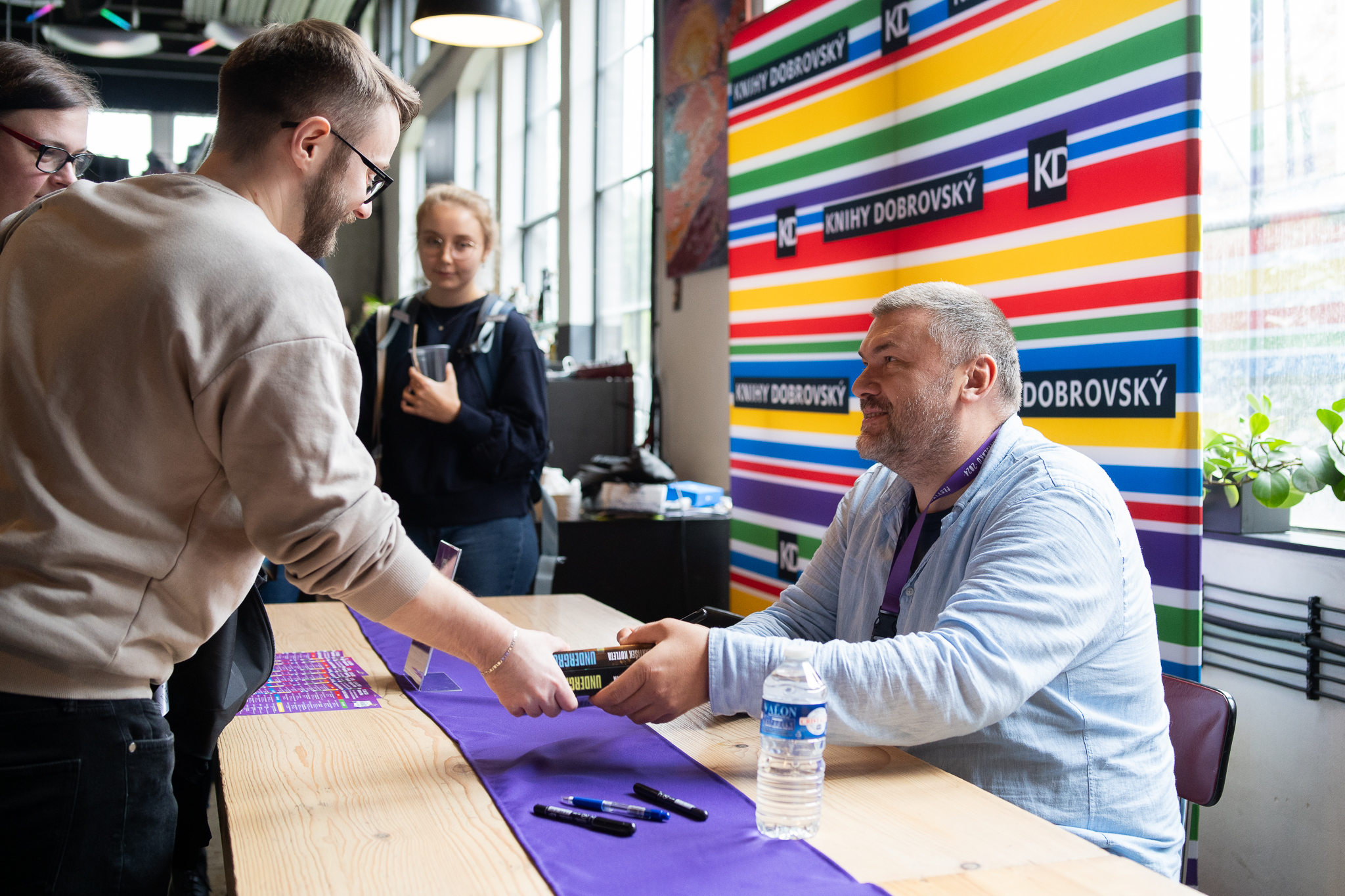
Leoš Kyša na Festivalu Knižních závisláků

Skupina Knižní závisláci se zaměřuje na široké spektrum aktivit, které podporují literární komunitu:
- Podpora lokálních knižních spolků a klubů
- Vlastní literární festival[4][5]
- Možnost zapojit se do hodnocení knih skrze recenzní výtisky
- Projekt #závisláckývelvyslanec
- Pravidelné společné čtení[6]
- Live streamy s prezentováním knižních novinek[7]
- Soutěže a speciální knižní projekty

## Festival Knižních závisláků
Knihkupectví Knihy Dobrovský pořádá pro členy komunity  vlastní literární festival nazvaný Festival Knižních závisláků, který se zaměřuje na setkání čtenářů a autorů. 

### První ročník

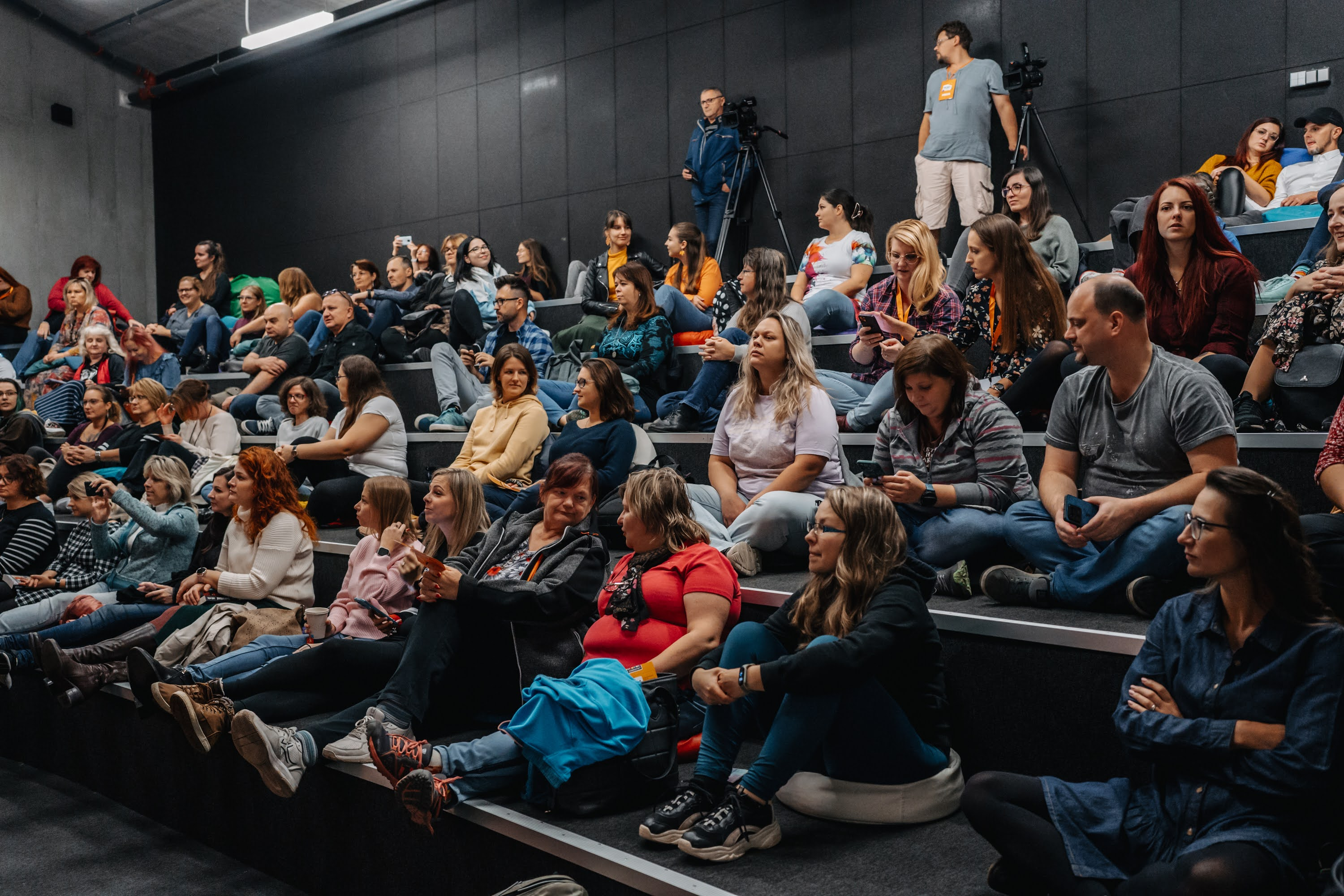
Hosté prvního ročníku festivalu

První ročník festivalu se uskutečnil v roce 2023 v Ostravě. Akce zahrnovala autogramiády, diskuse s významnými českými spisovateli a křty knih. Mezi hlavními hosty byli například Karin Krajčo Babinská, Leoš Kyša a další významné osobnosti české literární scény. Probíhal v prostorách Velkého světa techniky.

### Druhý ročník

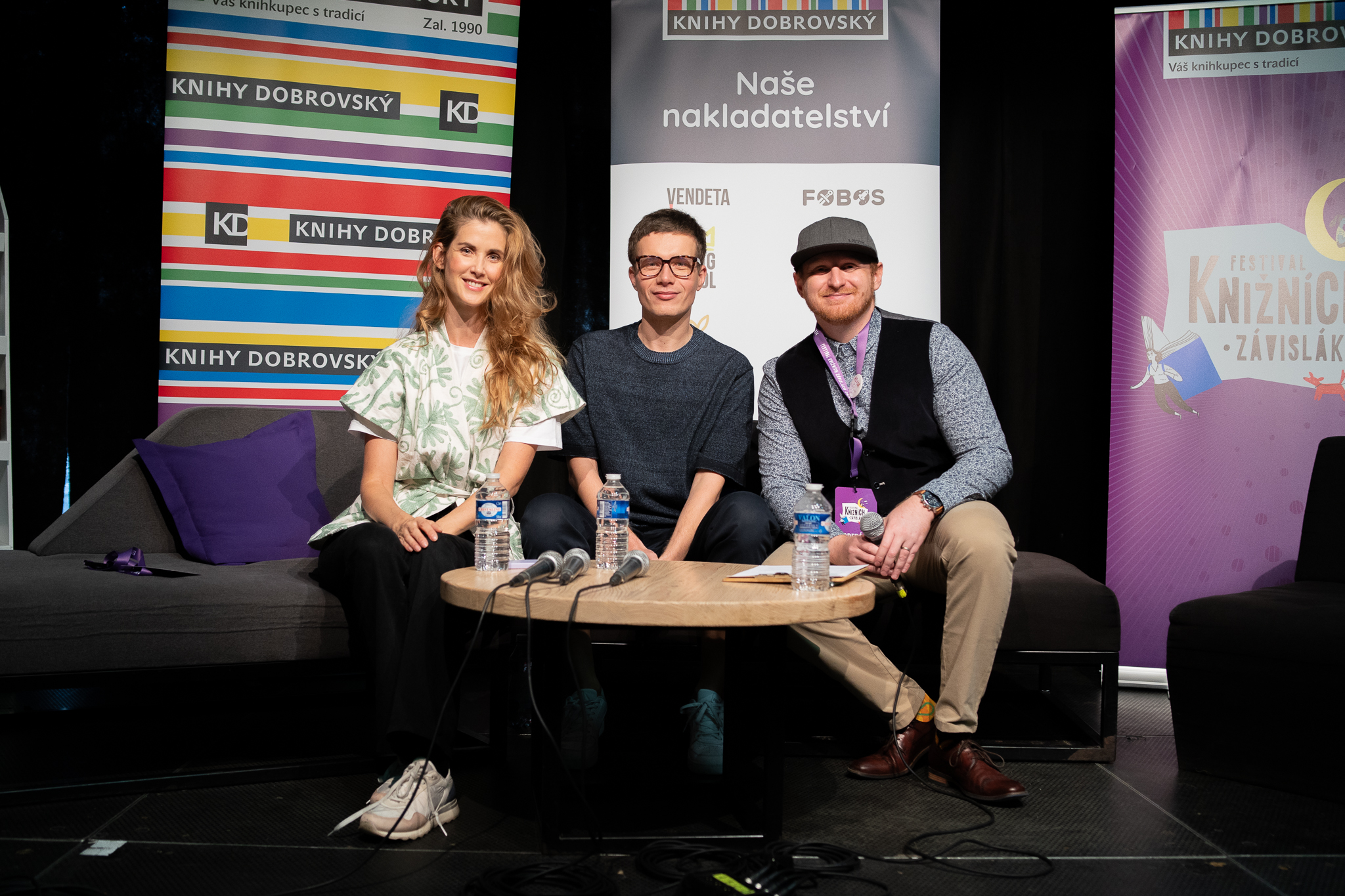
Jana Bernášková a Daniel Krejčík na besedě

Druhý ročník festivalu proběhl v roce 2024 v Plzni. Tento ročník se rozšířil třetí linii programu. Zahrnoval přednášky o literatuře, setkání s autory, diskuse o současných trendech v knižním trhu či radách pro začínající spisovatele. Hlavními hvězdami festivalu byli Daniel Krejčík, Jana Bernášková, Jiří Březina či Michaela Duffková.